# 泉川駅

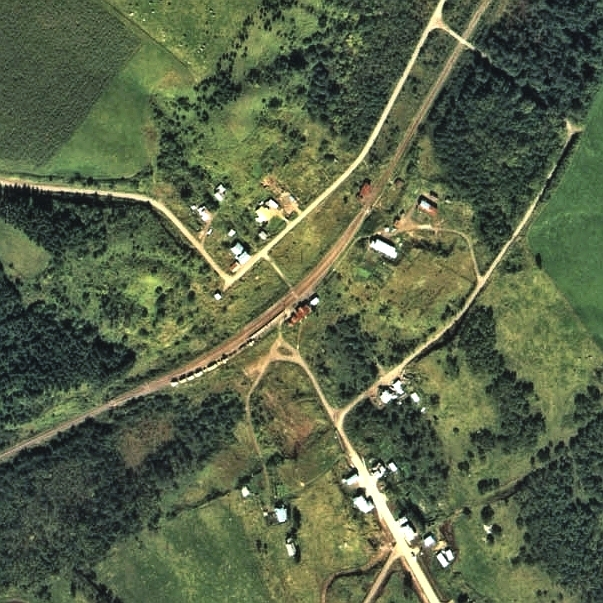
1977年の泉川駅と周囲約500m範囲。右上が中標津方面。駅前に小さなロータリーが見える。駅裏とは駅舎前の構内踏切がそのまま繋がっていた。

泉川駅（いずみかわえき）は、かつて北海道野付郡別海町泉川に設置されていた、北海道旅客鉄道（JR北海道）標津線の駅（廃駅）である。電報略号はイツ。事務管理コードは▲111701。

## 歴史
標津線の前身となった鉄道建設計画、標茶線（標茶 - 計根別 - 中標津）の建設時、標茶から当地（当時は菱川と呼称）を第1工区、当地から上春別までを第2工区、上春別から計根別までを第3工区として1934年（昭和9年）5月に着工したが、1936年（昭和11年）10月に計根別までの区間が計根別線として開業した際には、途中駅は上春別のみに設置され、当地に駅は設置されなかった。
戦前は全く人が住まない山奥の地帯であったが、戦時需要によって木材等の資材や沿線基地への人員輸送が増加すると、交換設備を有する隣駅まで22.5kmも離れ、さらに途中最大傾斜25パーミルの峠越えを有するこの時間の掛かる区間に交換設備が必要となり、中間地点に近いこの場所に泉川信号場が設けられた。戦後になって1951年（昭和26年）から満州からの引揚者がこの地に入植し、翌年に当駅が開設された。入植は1955年（昭和30年）頃まであり、当面の生活の糧として原木や木炭を当駅から搬出していたが、資源枯渇により出荷量が減り続けると共に人口も減り、1961年（昭和36年）には貨物の取り扱いが廃止となった。残っていた入植者は酪農業に転換している。
- 1944年（昭和19年）5月1日：国有鉄道（国鉄）標津線の泉川仮信号場として新設[5]。
- 1952年（昭和27年）3月25日：泉川駅となり、営業キロを設定。荷物取扱いを開始（一般駅）[6][5]。
- 1958年（昭和33年）11月19日：新駅舎落成[7][8]。
- 1961年（昭和36年）3月31日：貨物の取り扱いを廃止[9]。
- 1984年（昭和59年）2月1日：荷物の取り扱いを廃止[10]。
- 1986年（昭和61年）11月1日：駅員配置を終了[11]し、同時に交換設備の運用を停止。
- 1987年（昭和62年）4月1日：国鉄分割民営化により、北海道旅客鉄道に承継[1]。
- 1989年（平成元年）4月30日：標津線の全線廃止に伴い、廃駅となる[1]。

### 駅名の由来
当時の駅付近に湧水があり「泉川」と呼ばれていたため開設時に名称として採用したものである。

## 駅構造
相対式ホーム2面2線を有する、列車行き違い可能駅であった。駅舎は構内の南東側（標茶方面に向かって左側）の中標津寄りに有り、駅舎と各ホームは中標津側端部で線路上を横切る形で連絡していた。貨物および荷物取り扱い廃止までは駅舎横の標茶寄り敷地が貨物積降場として使用され、駅舎側ホームは島状になっており、ホームと敷地間に標茶側から留置きを兼ねた貨物積降線が引き込まれていた。また、駅舎と反対側のホームが石造りなのに対し、駅舎側ホームは鉄骨製木板張りの簡易型であった。
国鉄末期の無人化後は駅舎側のホームおよび線路が撤去され、棒線化されていた。

## 利用状況
乗車人員の推移は以下のとおり。年間の値のみ判明している年については、当該年度の日数で除した値を括弧書きで1日平均欄に示す。乗降人員のみが判明している場合は、1/2した値を括弧書きで記した。
| 年度               | 乗車人員 | 乗車人員 | 出典   | 備考 |
| 年度               | 年間     | 1日平均  | 出典   | 備考 |
| ------------------ | -------- | -------- | ------ | ---- |
| 1978年（昭和53年） |          | 37       | [ 12 ] |      |

## 駅周辺
- 阿寒バス「泉川」停留所

## 隣の駅
北海道旅客鉄道
標津線
多和駅 - 泉川駅 - 光進駅